# 迷霧之子：昇華之井
《迷霧之子：昇華之井》（Mistborn: The Well of Ascension）為美國小說家布蘭登·山德森所著，為《迷霧之子》三部曲的第二集。

## 人物
紋
紋是故事中的主角之一，自小便是司卡盜賊集團中的一員，靠偷盜貴族的財物為生，反應和行動都十分敏捷。
統御主
原名拉剎克，他痛恨關於克雷尼恩的一切。
艾蘭迪
在拉剎克昇華之前，他曾經征服了世界。被泰瑞司哲人關視為是世紀英雄。: 在前往昇華之井的途中被挑夫拉剎克殺死並取代其位置。
關
泰瑞司哲人，世界引領者、宣告者。